# USFA Ouagadougou
USFA Ouagadougou (französisch Union sportive des forces armées) ist ein Armeesportverein in Ouagadougou (Burkina Faso). Die Fußballer des Vereins gewannen bisher siebenmal die Burkinische Meisterschaft (1969, 1970, 1971, 1984, 1987, 1998 und 2000) und zweimal den nationalen Pokalwettbewerb Coupe du Faso (1968, 2002). Vereinsfarben sind Blau und Rot, ehemalige Vereinsnamen waren ASFAN Ouagadougou, USFAN Ouagadougou, ASFAV Ouagadougou und ASFAP Ouagadougou.
Während der Saison 2006/07 unterstützte die Groupe Fadoul den Verein mit 12 Millionen CFA-Francs (etwa 18.300 Euro). Ali Traoré ist Präsident des Verwaltungsrates, Jean Simporé Präsident des Exekutivkomitees.
Präsidenten der Abteilungen:
Abdoul Karim Traoré (Fußball), Omer Bationo (Handball), Richard Pakotogo (Radsport), Boureima Ouédraogo (Volleyball), Fidèle Guigma (Boxen), Adama Ouédraogo (Leichtathletik), Durbiel Kolo François (Judo).
Die Volleyballabteilung gewann 2006 die Meisterschaft des Landes, die Handballmannschaft 2009.
Bei den burkinischen Boxmeisterschaften der Saison 2007/08 gewannen folgende Sportler von USFA insgesamt acht Titel: Casimir Nanghara (Fliegengewicht), Issaka Nabaloum (Bantamgewicht), Omar Ouédraogo (Federgewicht), Hassane Nabaloum (Leichtgewicht), Romaric Bassolé (Superleichtgewicht), Désiré Zidwemba (Mittelgewicht), Sibiri Jules Kaboré (Halbschwergewicht), Benjamin Bado (Schwergewicht). Antoine Koama und Boureima Sawadogo waren ihren Gegnern unterlegen.
Meister der Saison 2008/09 waren Antoine Koama (Halbfliegengewicht), Issaka Nabaloum (Bantamgewicht), Oumarou Ouédraogo (Federgewicht), Appolinaire Bassolé (Superleichtgewicht), Abdoul Aziz Balima (Weltergewicht), Sibiri Jules Kaboré (Mittelschwergewicht).
Seydou Sanfo wurde 2007 Burkinischer Straßenradmeister.
Bei den Leichtathletikmannschaften 2009 konnten Sportler von USFA sowohl bei den 10.000 Metern als auch bei den 3000-Meter-Hindernisläufen jeweils die ersten drei Plätze belegen.
10.000 m Herren
- 1. Oumar Coulibaly (USFA)
- 2. Moumouni Bangré (USFA)
- 3. Emile Zangré (USFA)

3000 m Hindernis Herren
- 1. Karfa Coulibaly (USFA)
- 2. Rasmané Zongo (USFA)
- 3. Alexis Bazemo (USFA)

## Statistik in den CAF-Wettbewerben
| Wettbewerb                 | Runde         | Gegner                | Hinspiel | Rückspiel           |  |
| -------------------------- | ------------- | --------------------- | -------- | ------------------- |  |
|                            |               |                       |          |                     |  |
| CAF Cup 1995               | 1. Runde      | JS Bordj Menail       | 1:5 (A)  | 2:1 (H)             |  |
| CAF Cup 1997               | 1. Runde      | Stade Abidjan         | 3:2 (A)  | 1:1 (H)             |  |
|                            | 2. Runde      | Espérance Tunis       | 1:1 (H)  | 1:4 (A)             |  |
| CAF Champions League 1999  | Qualifikation | AS Dragons de l’Ouémé | 2:0 (H)  | 0:1 (A)             |  |
|                            | 1. Runde      | USM El Harrach        | 2:0 (H)  | 0:6 (A)             |  |
| CAF Cup 2000               | 1. Runde      | CA Bizertin           | 0:2 (A)  | 1:0 (H)             |  |
| CAF Champions League 2001  | Qualifikation | AS Mangasport         | 1:0 (A)  | 3:0 (H)             |  |
|                            | 1. Runde      | Raja Casablanca       | 0:2 (A)  | 3:1 (H)             |  |
| CAF Confederation Cup 2010 | Qualifikation | Séwé Sport            | 1:2 (A)  | 0:1 (H)             |  |
| CAF Confederation Cup 2011 | Qualifikation | Fovu Club             | 1:2 (A)  | 3:1 (H)             |  |
|                            | 1. Runde      | Africa Sports         | 0:0      | n. a.               |  |
|                            | 2. Runde      | Sunshine Stars FC     | 0:2 (A)  | 1:0 (H)             |  |
| CAF Confederation Cup 2016 | Qualifikation | Kawkab Marrakesch     | 0:3 (A)  | 3:0 (H) (4:5 n. E.) |  |

- 2011: Der Africa Sports zog seine Mannschaft nach der ersten Spiel zurück.